# ワレリアン・ゾリン

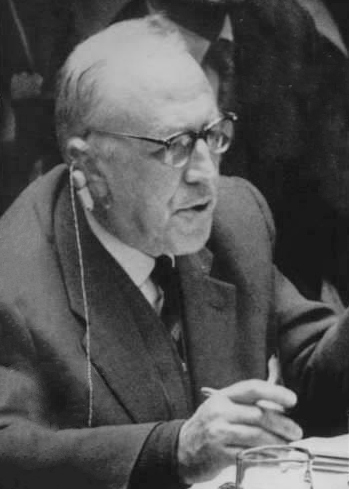
国連安保理で発言するゾリン

ワレリアン・アレクサンドロヴィチ・ゾリン（ロシア語: Валериан Александрович Зорин、Valerian Aleksandrovich Zorin、1902年1月1日 - 1986年1月14日）は、ソビエト連邦の外交官。

## 経歴
ノヴォチェルカッスクの教師の家庭に生まれる。
1922年、ロシア共産党（ボリシェヴィキ）に入党。1922年から1932年、コムソモールのモスクワ委員会と中央委員会で働く。
1935年、最高共産主義教育大学を卒業し、党の教育業務に従事。
1941年、外務人民委員部（外務省）に移り、総書記補佐官に任命。1943年から1945年、第4欧州課主任。1945年3月から駐チェコスロバキア大使となり、チェコスロバキア社会主義共和国政府の活動を指導した。
1947年から1955年、外務次官になると同時に、1952年から1953年まで国連大使（国連常任代表）を兼任する。1955年、駐西ドイツ大使。
1956年、モスクワに戻り、再び外務次官となる。1956年からソ連共産党中央委員会委員候補、1961年～1971年、委員。1960年から1962年、再び駐国連常任代表となる。1965年から駐仏大使。
1971年、高齢のため、名誉職である特別委任大使に任命された。